# 30 Seconds to Mars (album)
30 Seconds to Mars è il primo album in studio del gruppo musicale statunitense Thirty Seconds to Mars, pubblicato il 27 agosto 2002 negli Stati Uniti d'America dalla Immortal Records e dalla Virgin Records.
L'album venne prodotto da Bob Ezrin, Brian Virtue e dagli stessi Thirty Seconds to Mars, e fu registrato nella campagna del Wyoming durante il 2001 e i primi mesi del 2002. 30 Seconds to Mars è un concept album focalizzato sulla lotta umana e l'autodeterminazione, caratterizzato da testi personali che utilizzano elementi ultraterreni e idee concettuali per illustrare la reale esperienza umana.
Al momento della sua uscita nell'agosto del 2002, 30 Seconds to Mars debuttò alla posizione 107 della Billboard 200 e al primo posto della Top Heatseekers. L'album ricevette recensioni positive e fu paragonato ai lavori dei Pink Floyd, Tool e Brian Eno. Dall'album furono estratti due singoli, Capricorn (A Brand New Name) e Edge of the Earth. Nel corso degli anni il disco ha venduto oltre due milioni di copie. Per promuovere l'album i Thirty Seconds to Mars aprirono i concerti di artisti come Puddle of Mudd, Incubus, Sevendust e Chevelle.

## Produzione
Il lavoro dei Thirty Seconds to Mars catturò le attenzioni del produttore Bob Ezrin, che in precedenza aveva lavorato su diversi progetti innovativi tra cui The Wall dei Pink Floyd, Love It to Death di Alice Cooper e Destroyer dei Kiss. Ezrin era in cima alla lista dei produttori con cui il gruppo avrebbe voluto lavorare; infatti i membri dei Thirty Seconds to Mars trascorsero la loro adolescenza ascoltando il suo lavoro pionieristico con artisti come Pink Floyd, Kiss e Alice Cooper, e pensarono che lui fosse l'unico in grado di aiutarli a raggiungere il loro obiettivo. Brian Virtue, già produttore dei Jane's Addiction, sì unì al gruppo e a Ezrin nella produzione del disco.

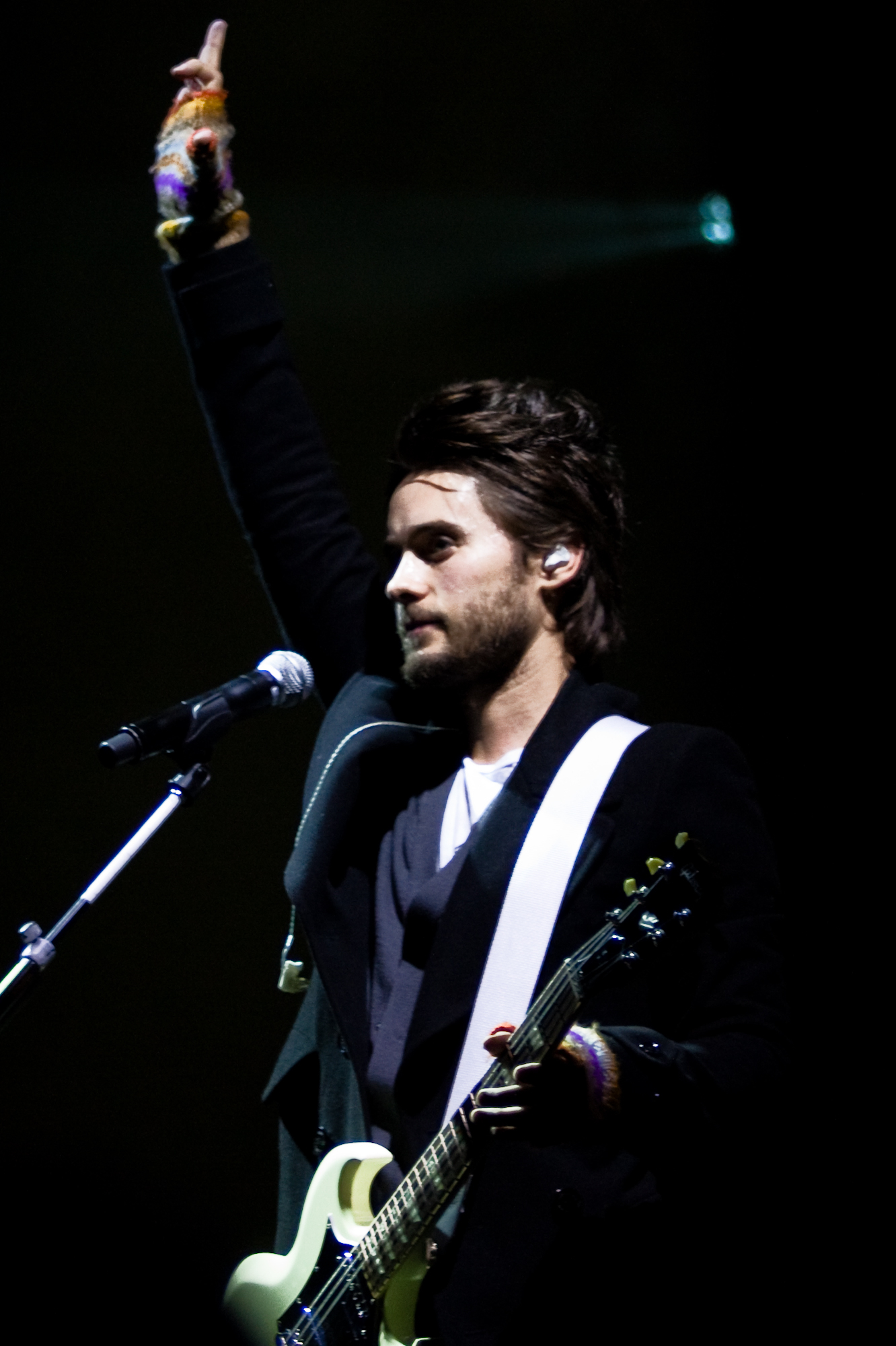
Jared Leto, autore di tutti i brani dell'album

I Thirty Seconds to Mars si ritirarono nella campagna del Wyoming per registrare l'album, provvisoriamente chiamato Welcome to the Universe. Il gruppo e Ezrin scelsero una magione isolata circondata da 15.000 ettari, cercando il luogo migliore che avrebbe arricchito la loro musica. Un intenso periodo di pre-produzione iniziò, a partire da un esame quasi ossessivo su circa 50 canzoni. Dopo un periodo iniziale di caos, un proficuo rapporto nacque tra musicisti e produttori, arrivando ad un ambiente di lavoro artisticamente gratificante. Ezrin aiutò il gruppo a capire l'importanza della struttura di un album e di come creare una progressione, piuttosto che una semplice serie di canzoni. Leto affermò che lavorare con Ezrin fu un processo tumultuoso e allo stesso tempo appagante, avente una propria dinamica. Virtue, inoltre, fu essenziale per il gruppo nel definire il loro stile.
Anche se i brani erano già stati scritti, nulla fu lasciato intatto, lavorando di fino su ogni traccia. Il brano Fallen, originariamente intitolato Jupiter, fu il primo ad essere stato prodotto per il disco. Inizialmente i Thirty Seconds to Mars pensarono di non inserirlo nell'album poiché non ne erano soddisfatti, tuttavia decisero di rielaborarlo dato che alcuni ne provavano forti sentimenti. La traccia vede le collaborazioni non accreditate di Danny Lohner alla programmazione e Maynard James Keenan alla voce. Diversi musicisti, tra i quali anche i produttori Bob Ezrin e Brian Virtue, parteciparono in diverse canzoni dell'album.

## Stile e tematiche

Il logo dell'album, chiamato Mithra, è caratterizzato da una fenice sovrastante il motto «Provehito in Altum», che tradotto dal latino significa «lanciati verso l'alto».

I testi delle canzoni trascendono il caos del mondo moderno e trattano di personaggi che affrontano paranoie, l'alienazione e ossessioni oscure mentre immaginano un'evasione ideale dal mondo terreno. Il nome stesso 30 Seconds to Mars implica l'accelerata società in cui l'uomo vive e segnala una potenziale fuga da essa. Ogni traccia del disco costituisce una storia reale che esamina la personale esperienza umana. I testi sono carichi di metafore e momenti di fantasia che hanno l'intento di catturare l'immaginazione. Jared Leto precisò che «ogni aspetto presente nell'album riguarda la reale esperienza umana. Questa è la singola fonte stimolante per noi, la lotta umana. Liricamente, è un album molto personale che talvolta utilizza elementi ultraterreni e idee concettuali per illustrare una situazione veritiera e personale». La frontiera espansiva della campagna del Wyoming contribuì ad alimentare l'immaginario dei membri del gruppo. La critica Karin Lowachee notò che Jared Leto, autore di tutti i brani dell'album, permette all'ascoltatore di trarre le proprie conclusioni circa il significato delle canzoni, rendendo la musica particolarmente personale.
Secondo quanto dichiarato da Jared Leto, Capricorn (A Brand New Name), il brano di apertura del disco, riguarda un desiderio di rinnovamento. Il musicista tuttavia affermò che preferisce consentire all'ascoltatore di assegnare il proprio significato al testo della canzone, sostenendo che l'interpretazione, da individuo a individuo, sia uno degli aspetti più interessanti della musica. Il brano Fallen affronta l'esigenza di fuggire dal mondo interiore che ogni uomo ha creato per se stesso. I versi provocatori di Oblivion conducono ad una frenetica minaccia, nella quale «l'unione divide e la divisione unirà». Leto motivò tale paradosso come una circostanza sfortunata ma piuttosto comune. Una narrativa drammatica conduce Buddha for Mary, la quale storia non riguarda una specifica persona ma costituisce una metafora. End of the Beginning presenta un tono profetico e sottolinea la natura dell'uomo in costante ricerca di qualcosa. La traccia Revolution, esclusa dalla lista tracce finale, fu considerata da alcuni critici una canzone antiamericana. Leto rifiutò tale aggettivo e affermò che essa «può essere compresa in diversi modi. Se viene considerata letteralmente o politicamente potrebbe essere mal interpretata. Noi non volevamo che una canzone del genere mettesse in ombra ciò che siamo. E considerando che le persone hanno la tendenza a prendere le cose molto alla lettera abbiamo pensato che, soprattutto dopo l'11 settembre, la canzone non si adattasse tematicamente con il resto dell'album. Ha assunto nuove dimensioni».
L'album contiene diversi elementi ispirati dal romanzo Dune di Frank Herbert. Il libro affronta temi complessi cari al gruppo come la sopravvivenza umana, l'evoluzione, l'ecologia e la commistione di religione, politica e potere. Il testo della traccia fantasma The Struggle è tratto dall'opera L'arte della guerra attribuito al generale Sun Tzu. Le tematiche del trattato, oltre alla strategia militare, si riferiscono a molti aspetti della vita. I Thirty Seconds to Mars furono influenzati da diversi artisti musicali come Pink Floyd, The Cure, Björk, Rush, The Who e Depeche Mode; secondo Shannon Leto «artisti concettuali, che hanno intensità e che sono dinamici». L'album presenta sonorità che vanno al di là delle barriere di un singolo genere, e diversi critici musicali hanno riscontrato nel disco sonorità che spaziano dal rock progressivo alla new wave, dal progressive metal allo space rock e dal rock elettronico al nu metal.

## Pubblicazione
Previsto inizialmente nel marzo del 2002, 30 Seconds to Mars fu pubblicato il 27 agosto del 2002 negli Stati Uniti. Il compact disc dell'album contiene del materiale digitale extra sviluppato dai Little Lion Studios. I contenuti includono un video promozionale intitolato Capricorn, diretto da Lawton Outlaw, creato e prodotto dalla Black Dragon, e un dietro le quinte montato da Ari Sandel. L'edizione giapponese dell'album fu pressata con una bonus track dal titolo Anarchy in Tokyo.

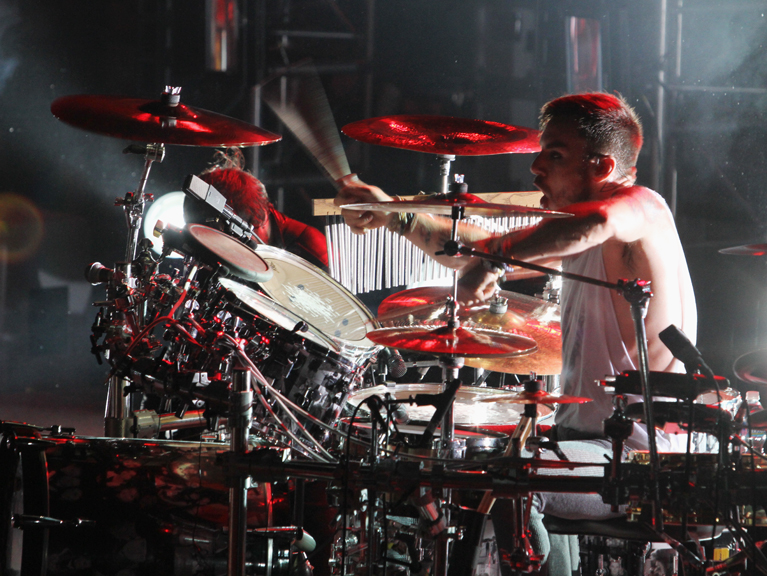
Shannon Leto gestì la fotografia per il disco.

Il primo singolo ufficiale estratto dall'album fu Capricorn (A Brand New Name), entrato in rotazione radiofonica dal 23 luglio 2002. Il 7 settembre 2002 il brano entrò nella Mainstream Rock Songs alla posizione 40 e il 5 ottobre raggiunse la migliore posizione alla numero 31, restando otto settimane in classifica. Al momento della sua uscita, 30 Seconds to Mars debuttò alla posizione 107 della Billboard 200 e rimase quattro settimane in classifica. L'album esordì al primo posto della Top Heatseekers. Dopo nove settimane, il disco si trovava alla posizione 40 e aveva venduto oltre 40 000 copie. Secondo i dati raccolti dalla Nielsen SoundScan, all'agosto del 2006 le vendite statunitensi dell'album ammontavano a 120.000 dischi. In Francia, 30 Seconds to Mars esordì alla posizione 142 della classifica SNEP. Il 3 marzo 2003 il brano Edge of the Earth fu pubblicato come secondo singolo estratto dall'album.
Dopo cinque anni dal suo debutto originale, 30 Seconds to Mars fu pubblicato in Australia il 7 aprile del 2007. L'album debuttò alla posizione 95 della classifica australiana e raggiunse la posizione 89 la settimana seguente. Il disco inoltre esordì nella Australian Rock Chart alla posizione 12. Nel 2010 l'album rientrò nella classifica dopo la pubblicazione del terzo album del gruppo, This Is War. In seguito alla tappa europea del tour per A Beautiful Lie, il 19 gennaio 2008 l'album entrò nella Official Albums Chart alla posizione 136 e nella Official Rock & Metal Chart al secondo posto. I due singoli dell'album e le tracce Fallen, Buddha for Mary e Echelon entrarono nella classifica rock, piazzandosi in quattro diverse posizioni nella top ten. Il 22 luglio 2013 l'album fu certificato disco d'argento dalla British Phonographic Industry per aver venduto oltre 60 000 copie nel Regno Unito. Il 2 dicembre 2009 la EMI pubblicò in Giappone un'edizione rimasterizzata dell'album in versione limitata. A marzo 2011 l'album aveva venduto oltre due milioni di dischi nel mondo. In vista del concerto del 6 luglio 2011 ad Atene, in Grecia, l'album entrò nella classifica greca alla posizione 43, per poi raggiungere la posizione 41 la settimana seguente.
In occasione del decimo anniversario del disco, il 27 agosto 2012 fu organizzato un evento speciale, chiamato Mars X, dedicato interamente alla celebrazione della pubblicazione dell'album. L'evento, presentato sulla piattaforma VyRT, permise di ascoltare e commentare l'album assieme ai membri del gruppo, partecipando ad una diretta discussione sulla nascita dei Thirty Seconds to Mars e incluse un'esibizione acustica. Per tale avvenimento una ristampa dell'album in vinile fu pubblicata in edizione limitata in formato picture disc.

## Accoglienza
| Recensione        | Giudizio   |
| ----------------- | ---------- |
| Alternative Press | [ 40 ]     |
| BBC               | [ 41 ]     |
| Blender           | [ 19 ]     |
| Blistering        | favorevole |
| E!                | B          |
| Exclaim!          | 8/10       |
| The Gazette       | [ 45 ]     |
| Kludge            | 7/10       |
| Karin Lowachee    | [ 47 ]     |
| Melodic           | [ 48 ]     |

L'album ricevette un buon riscontro da parte della critica musicale, ottenendo recensioni generalmente favorevoli. Jason D. Taylor di AllMusic lodò il disco, affermando che i «Thirty Seconds to Mars sono riusciti a registrare un album che dà vita all'attuale scena musicale, adottando stili per molti anni sul letto di morte e offrendo la migliore esperienza rock del 2002». In una più recente recensione di AllMusic, Jon O'Brien descrisse il disco come un «concept album a tema spaziale estremamente ambizioso». Smiley Ben, scrivendo per BBC, descrisse l'album «potente, pensieroso e un po' vizioso», affermando che «i suoi testi ossessionanti e inquietanti vengono combinati con un basso palpitante, percussioni lancinanti e chitarre stridule per un risultato che non sarà sempre piacevole da ascoltare, ma certamente convincente», e concluse dicendo che il gruppo «consapevolmente supera i confini e produce una musica perfetta». La critica Karin Lowachee apprezzò l'originalità del disco e affermò che «ascoltando l'album si ha la netta sensazione di trovarsi in un mondo decisamente ultraterreno». Ryan Rayhill di Blender scrisse che i Thirty Seconds to Mars «gestiscono una magnanima space opera di portata epica, degna dei prototipi prog rock dei Rush», e continuò affermando che il gruppo «emerge con un debutto che suona come i Tool sul lato oscuro della Luna», citando The Dark Side of the Moon dei Pink Floyd.
Johan Wippsson di Melodic scrisse che «musicalmente i Thirty Seconds to Mars hanno qualcosa di innovativo da comunicare con il loro rock influenzato dallo spazio» e considerò il loro debutto «uno degli album più unici quando si tratta di uno stile proprio». La rivista inoltre inserì il disco tra i migliori album del 2002. Megan O'Toole del tabloid The Gazette lodò il disco, affermando che «ogni brano è un capolavoro unico nel suo genere che opera simultaneamente su diversi livelli musicali e spirituali», e concluse scrivendo che i «Thirty Seconds to Mars sono riusciti a costruirsi una nicchia molto particolare nell'ambito rock». E! Online assegnò una B all'album, scrivendo che «Leto sembra più un Maynard James Keenan dei Tool e A Perfect Circle piuttosto che un membro del Screen Actors Guild — anche se i suoi testi a tema spaziale risultano un po' ridondati». Amber Authier della rivista Exclaim! affermò che il gruppo ha creato un album epico con somiglianze concettuali a gruppi come Queensrÿche e Depeche Mode. Il critico Jay Gordon apprezzò la fusione di stili presente nell'album e paragonò i Thirty Seconds to Mars a Ziggy Stardust di David Bowie e ai lavori dei Pink Floyd. Jaan Uhelszki di Alternative Press giudicò il disco «un lavoro ambizioso ricco sia musicalmente che liricamente». In vista del decimo anniversario dell'album, Ian Winwood di Kerrang! rivisitò il disco, descrivendolo come il più aggressivo che il gruppo abbia prodotto e lodando i testi concettuali di Leto.
Meno positiva fu la recensione della rivista Kludge, la quale riporta che «l'intero progetto nel suo complesso è sbilanciato, con i suoi punti di forza stipati saldamente nelle prime cinque canzoni», sostenendo che la qualità dei brani cade completamente a metà strada. Peter Relic di Rolling Stone affermò che l'album è «compromesso dalla pretenziosa poesia di Leto e dalla sterilizzata qualità delle dense chitarre», mentre Q scrisse che il disco è «raffinato e brillante, ma i testi coscienziosi e fantascientifici di Leto diventano monotoni durante l'ascolto».

## Promozione

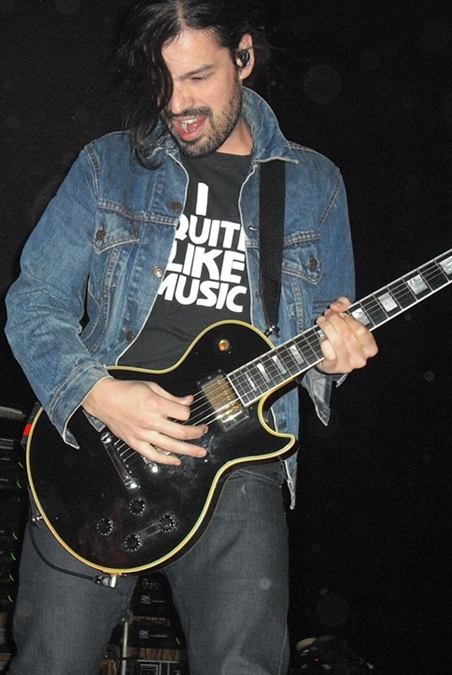
Tomo Miličević si unì al gruppo nel 2003, prendendo il posto di Solon Bixler.

Per promuovere l'album i Thirty Seconds to Mars svolsero una serie di tournée in Nord America. Prima ancora della sua pubblicazione, i Puddle of Mudd invitarono i Thirty Seconds to Mars ad aprire i loro concerti per un periodo di sei settimane durante la primavera del 2002, nonostante il gruppo fosse totalmente sconosciuto e nessuno avesse ancora sentito la loro musica sulle radio nazionali. Il 30 gennaio del 2002 i Thirty Seconds to Mars iniziarono un tour promozionale in Nord America. Il 24 giugno del 2002 si svolse al Barfly di Londra il primo concerto europeo del gruppo. Il 26 luglio la band prese parte ad un tour in Nord America in supporto agli Incubus e il mese successivo iniziò il Club Tour. Agli inizi di ottobre, MTV America li invitò al programma Campus Invasion, eseguendo dieci concerti in Canada con artisti come Billy Talent, I Mother Earth e Pepper Sands. Furono anche invitati dagli Adema per aprire il loro tour primaverile, ma furono costretti a rinunciare a causa di conflitti di programmazione.
Dopo tre concerti di supporto agli Our Lady Peace, i Thirty Seconds to Mars aprirono il tour autunnale dei Sevendust. La prima apparizione televisiva dei Thirty Seconds to Mars ebbe luogo il 18 novembre 2002 durante Last Call with Carson Daly e andò in onda il 27 novembre. Essa fu l'ultima esibizione del gruppo con il chitarrista Solon Bixler. Il gruppo successivamente si esibì al The Tonight Show with Jay Leno e al The Late Late Show with Craig Kilborn, prima esibizione live della band con il chitarrista Tomo Miličević. Nel 2003 il gruppo andò in tour con gruppi come Chevelle, Trust Company e Shihad, e svolse tredici concerti per il Lollapalooza. Nel 2004 i Thirty Seconds to Mars si esibirono in tre date. Durante il concerto del 21 febbraio al Roxy Theatre di Los Angeles, il gruppo interpretò una cover di Where the Streets Have No Name degli U2 con il musicista Mike Einziger.

## Tracce
Testi e musiche di Jared Leto, eccetto dove indicato.
1. Capricorn (A Brand New Name) – 3:53
2. Edge of the Earth – 4:36
3. Fallen – 4:59
4. Oblivion – 3:29
5. Buddha for Mary – 5:45
6. Echelon – 5:49
7. Welcome to the Universe – 2:40
8. The Mission – 4:05
9. End of the Beginning – 4:39
10. 93 Million Miles – 5:20
11. Year Zero – 7:52 – include la traccia fantasma The Struggle (Shannon Leto, Jared Leto)

Tracce bonus nell'edizione giapponese
1. Year Zero – 4:38
2. Anarchy in Tokyo – 7:27 – include la traccia fantasma The Struggle (Shannon Leto, Jared Leto)

Contenuto multimediale nell'edizione Enhanced
1. Capricorn (Flash Video) – 3:33
2. Behind the Scenes Footage – 5:52

## Formazione
Hanno partecipato alle registrazioni, secondo le note di copertina:
Gruppo
- Jared Leto – chitarra e voce (eccetto The Struggle), basso (tracce 1-5, 7-11), sintetizzatore (tracce 1-6, 8-11), programmazione (tracce 1, 2, 4, 6, 8 e 9)
- Shannon Leto – batteria (eccetto The Struggle), chitarra e voce (The Struggle)

Altri musicisti
- Dr. Nner Tesy – sintetizzatore aggiuntivo (traccia 1)
- Solon Bixler – chitarra aggiuntiva (tracce 2, 9-11), chitarra (traccia 4), basso (traccia 6), sintetizzatore aggiuntivo (traccia 10)
- Maynard James Keenan – voce (traccia 3, non accreditato)
- Danny Lohner – programmazione (traccia 3, non accreditato)
- Joe Bishara – programmazione aggiuntiva (traccia 4)
- Jeffrey Jaeger – basso aggiuntivo (traccia 5)
- Brian Virtue – sintetizzatore (traccia 6)
- Exeter – basso e chitarra aggiuntivi (traccia 7)
- Bob Ezrin – pianoforte (traccia 8)
- Jeffrey Jaeger – basso aggiuntivo (tracce 9 e 10), chitarra (traccia 9)

Produzione
- Bob Ezrin – produzione
- Brian Virtue – produzione, ingegneria del suono
- 30 Seconds to Mars – produzione, direzione artistica, concetti, icone
- Ben Grosse – missaggio
- Tom Baker – mastering
- Shannon Leto – fotografia
- Ken Schles – fotografia aggiuntiva
- Mary Fagot – direzione creativa
- Eric Roinestad – design

## Classifiche
| Classifica                 | Posizione massima |
| -------------------------- | ----------------- |
| Australia                  | 89                |
| Australia (rock)           | 12                |
| Francia                    | 142               |
| Grecia                     | 41                |
| Regno Unito                | 136               |
| Regno Unito (rock & metal) | 2                 |
| Stati Uniti                | 107               |
| Stati Uniti (heatseekers)  | 1                 |

## Date di pubblicazione
| Paese         | Data              | Etichetta        | Formato                |
| ------------- | ----------------- | ---------------- | ---------------------- |
| Stati Uniti   | 27 agosto 2002    | Immortal, Virgin | CD, download digitale  |
| Canada        | 24 settembre 2002 | Immortal, Virgin | CD, download digitale  |
| Giappone      | 26 settembre 2002 | Immortal, Virgin | CD, download digitale  |
| Paesi Bassi   | 26 settembre 2002 | EMI              | CD, download digitale  |
| Germania      | 27 settembre 2002 | Immortal, Virgin | CD, download digitale  |
| Italia        | 27 settembre 2002 | Immortal, Virgin | CD, download digitale  |
| Regno Unito   | 30 settembre 2002 | Immortal, Virgin | CD, download digitale  |
| Taiwan        | 1º novembre 2002  | Gold Typhoon     | CD, download digitale  |
| Australia     | 7 aprile 2007     | Virgin, EMI      | CD, download digitale  |
| Nuova Zelanda | 7 agosto 2007     | Virgin, EMI      | CD, download digitale  |
| Giappone      | 2 dicembre 2009   | EMI              | CD (edizione limitata) |
| Stati Uniti   | 27 agosto 2012    | Virgin           | LP (edizione limitata) |